# (13539) 1991 TY
(13539) 1991 TY est un astéroïde de la ceinture principale d'astéroïdes découvert en 1991.

## Description
(13539) 1991 TY a été découvert le 2 octobre 1991 à l'observatoire de Siding Spring, situé près de Coonabarabran, en Nouvelle-Galles du Sud, en Australie, par Robert H. McNaught.

### Caractéristiques orbitales
L'orbite de cet astéroïde est caractérisée par un demi-grand axe de 2,40 UA, un périhélie de 1,70 UA, une excentricité de 0,29 et une inclinaison de 23,15° par rapport à l'écliptique. Du fait de ces caractéristiques, à savoir un demi-grand axe compris entre 2 et 3,2 UA et un périhélie supérieur à 1,666 UA, il est classé, selon la JPL Small-Body Database, comme objet de la ceinture principale d'astéroïdes.

### Caractéristiques physiques
(13539) 1991 TY a une magnitude absolue (H) de 14,7 et un albédo estimé à 0,340.